# Tiro nos Jogos Olímpicos de Verão de 2012 - Fossa olímpica masculino
A prova da fossa olímpica masculino do tiro nos Jogos Olímpicos de Verão de 2012 foi disputada entre os dias 5 e 6 de agosto no Royal Artillery Barracks, em Londres.
34 atletas de 27 nações participaram do evento. A competição consistiu de duas rodadas (uma de qualificação e uma final). Na qualificação, cada atirador poderia efetuar até dois disparos a cada alvo lançado, de um total de 5 séries de 25 alvos cada. Os 6 melhores atiradores desta fase avançaram à final. Nesta fase, os atiradores efetuaram mais 25 disparos, apenas um para cada alvo.
O medalhista de ouro foi Giovanni Cernogoraz, da Croácia, a medalha de prata foi para o italiano Massimo Fabbrizi e o bronze para Fehaid Al-Deehani, do Kuwait.

## Medalhistas
| Ouro   | CRO Giovanni Cernogoraz |
| Prata  | ITA Massimo Fabbrizi    |
| Bronze | KUW Fehaid Al-Deehani   |

## Resultados

### Qualificação
| Pos. | Atleta                    | 1  | 2  | 3  | Dia 1 | 4  | 5  | Total | Notas |
| ---- | ------------------------- | -- | -- | -- | ----- | -- | -- | ----- | ----- |
| 1    | AUS Michael Diamond       | 25 | 25 | 25 | 75    | 25 | 25 | 125   | Q,    |
| 2    | KUW Fehaid Al-Deehani     | 25 | 24 | 25 | 74    | 25 | 25 | 124   | Q     |
| 3    | ESP Jesús Serrano         | 24 | 25 | 24 | 73    | 25 | 25 | 123   | Q     |
| 4    | ITA Massimo Fabbrizi      | 25 | 24 | 25 | 74    | 24 | 25 | 123   | Q     |
| 5    | CRO Anton Glasnović       | 25 | 24 | 25 | 74    | 24 | 24 | 122   | Q     |
| 6    | CRO Giovanni Cernogoraz   | 25 | 25 | 24 | 74    | 24 | 24 | 122   | Q     |
| 7    | SLO Boštjan Maček         | 24 | 23 | 25 | 72    | 24 | 24 | 121   |       |
| 8    | ITA Giovanni Pellielo     | 23 | 25 | 24 | 72    | 24 | 25 | 121   |       |
| 9    | RUS Maxim Kosarev         | 23 | 25 | 25 | 73    | 24 | 24 | 121   |       |
| 10   | QAT Rashid Al-Athba       | 24 | 25 | 24 | 73    | 24 | 24 | 121   |       |
| 11   | GER Karsten Bindrich      | 24 | 25 | 25 | 74    | 23 | 23 | 121   |       |
| 12   | SVK Erik Varga            | 24 | 25 | 24 | 73    | 25 | 23 | 121   |       |
| 13   | RUS Aleksei Alipov        | 24 | 22 | 25 | 71    | 25 | 24 | 120   |       |
| 14   | CZE David Kostelecký      | 24 | 24 | 25 | 73    | 25 | 22 | 120   |       |
| 15   | AUS Adam Vella            | 23 | 23 | 23 | 69    | 25 | 25 | 119   |       |
| 16   | IND Manavjit Singh Sandhu | 24 | 24 | 22 | 70    | 25 | 24 | 119   |       |
| 17   | AUT Andreas Scherhaufer   | 25 | 24 | 23 | 72    | 23 | 24 | 119   |       |
| 18   | CZE Jiří Lipták           | 24 | 24 | 25 | 73    | 23 | 23 | 119   |       |
| 19   | FRA Stéphane Clamens      | 23 | 25 | 25 | 73    | 24 | 22 | 119   |       |
| 20   | DOM Sergio Piñero         | 22 | 25 | 25 | 72    | 23 | 23 | 118   |       |
| 21   | GBR Edward Ling           | 23 | 24 | 25 | 72    | 25 | 21 | 118   |       |
| 22   | EGY Ahmed Zaher           | 23 | 22 | 23 | 68    | 24 | 25 | 117   |       |
| 23   | FIJ Glenn Kable           | 23 | 22 | 24 | 69    | 24 | 24 | 117   |       |
| 24   | TUR Oğuzhan Tüzün         | 23 | 23 | 25 | 71    | 24 | 22 | 117   |       |
| 25   | ESP Alberto Fernández     | 22 | 23 | 25 | 70    | 23 | 23 | 116   |       |
| 26   | KUW Talal Al-Rashidi      | 24 | 23 | 23 | 70    | 23 | 23 | 116   |       |
| 27   | IRL Derek Burnett         | 24 | 23 | 23 | 70    | 23 | 23 | 116   |       |
| 28   | GUA Jean Pierre Brol      | 25 | 22 | 24 | 71    | 22 | 23 | 116   |       |
| 29   | COL Danilo Caro           | 24 | 23 | 22 | 69    | 24 | 22 | 115   |       |
| 30   | CHN Du Yu                 | 22 | 23 | 22 | 67    | 22 | 23 | 112   |       |
| 31   | BOL Juan Carlos Pérez     | 23 | 22 | 23 | 68    | 21 | 21 | 110   |       |
| 32   | UAE Dhaher Al-Aryani      | 21 | 21 | 23 | 65    | 23 | 19 | 107   |       |
| 33   | AND Joan Tomàs Roca       | 21 | 19 | 20 | 60    | 21 | 22 | 103   |       |
| 34   | BLR Andrei Kavalenka      | 24 | 16 | 19 | 59    | 23 | 19 | 101   |       |

### Final
| Pos.              | Atleta                  | Qual. | Final | Total | Notas       |
| ----------------- | ----------------------- | ----- | ----- | ----- | ----------- |
| Medalha de ouro   | CRO Giovanni Cernogoraz | 122   | 24    | 146   | =, S-off: 6 |
| Medalha de prata  | ITA Massimo Fabbrizi    | 123   | 23    | 146   | =, S-off: 5 |
| Medalha de bronze | KUW Fehaid Al-Deehani   | 124   | 21    | 145   | S-off: 4    |
| 4                 | AUS Michael Diamond     | 125   | 20    | 145   | S-off: 3    |
| 5                 | ESP Jesús Serrano       | 123   | 21    | 144   |             |
| 6                 | CRO Anton Glasnović     | 122   | 21    | 143   |             |

Legenda
| Recorde mundial      | Recorde mundial (World record)               |                       | Recorde africano                      | Recorde africano (African) |                                           | Q | Classificado por posição (Qualified) |
| Recorde olímpico     | Recorde olímpico (Olympic record)            | Recorde da América    | Recorde da América (Americas)         | q                          | Classificado por melhor tempo (Qualified) |   |                                      |
| Melhor marca do ano  | Melhor marca do ano (World leading)          | Recorde asiático      | Recorde asiático (Asian)              | DNS                        | Não largou (Did not start)                |   |                                      |
| Recorde nacional     | Recorde nacional (National record)           | Recorde europeu       | Recorde europeu (European)            | DNF                        | Não terminou (Did not finish)             |   |                                      |
| Recorde pessoal      | Recorde pessoal do atleta (Personal best)    | Recorde da Oceania    | Recorde da Oceania (Oceania)          | DSQ / DQ                   | Desclassificado (Disqualified)            |   |                                      |
| Recorde da temporada | Recorde da temporada do atleta (Season best) | Recorde sul-americano | Recorde sul-americano (South America) | NM                         | Sem marca (No mark)                       |   |                                      |